# Heiko Szonn
Heiko Szonn (* 23. Juni 1976 in Forst) ist ein ehemaliger deutscher Radrennfahrer.

## Sportliche Laufbahn
1994 wurde Heiko Szonn Vize-Weltmeister der Junioren in der Mannschaftsverfolgung, gemeinsam mit Lutz Birkenkamp, Ronny Lauke und Michael Werner. 1996 errang er den deutschen Meistertitel in der Einerverfolgung. Im selben Jahr belegte er bei den Bahn-Weltmeisterschaften mit dem deutschen Team (Guido Fulst, Danilo Hondo, Thorsten Rund) den dritten Platz in der Mannschaftsverfolgung. Ebenfalls 1996 startete er bei den Olympischen Spielen in Atlanta, belegte in der Einerverfolgung Platz sechs und in der Mannschaftsverfolgung Platz neun (mit Robert Bartko, Fulst und Hondo). 1998 trat er zu den Profis über, 1999 fuhr er für das Team Greese. 2005 beendete er seine aktive Radsport-Laufbahn.

## Doping
2002 wurden bei Szonn nach der fünften Etappe der Friedensfahrt erhöhte Ephedrin-Werte festgestellt und er wurde mit einem Monat Sperre sowie einer Geldstrafe belegt.

## Erfolge

### Bahn
1994
- Junioren-Weltmeisterschaft – Mannschaftsverfolgung (mit Ronny Lauke, Lutz Birkenkamp und Michael Werner)

1995
- Bahnrad-Weltcup in Athen – Mannschaftsverfolgung (mit Robert Bartko, Ronny Lauke und Thorsten Rund)
- Bahnrad-Weltcup in Manchester – Mannschaftsverfolgung (mit Christian Lademann, Ronny Lauke und Thorsten Rund)
- Deutscher Meister – Mannschaftsverfolgung (mit Guido Fulst, Rüdiger Knispel und Robert Bartko )

1996
- Weltmeisterschaft – Mannschaftsverfolgung (mit Guido Fulst, Danilo Hondo und Thorsten Rund)
- Bahnrad-Weltcup in Athen – Einerverfolgung, Mannschaftsverfolgung (mit Robert Bartko, Guido Fulst und Danilo Hondo)
- Deutscher Meister – Einerverfolgung, Mannschaftsverfolgung (mit Guido Fulst, Christian Lademann und Robert Bartko )

### Straße
1996
- Prolog (Mannschaftszeitfahren) Berliner Etappenfahrt